# Arttu Ilomäki
Arttu Ilomäki (ur. 12 czerwca 1991 w Tampere) – fiński hokeista, reprezentant Finlandii.

## Kariera
- Ilves U16 (2006-2007)
- Ilves U18 (2007-2008)
- Tappara U18 (2007-2009)
- Tappara U20 (2009-2012)
- Tappara (2011-2012)
- LeKi (2012)
- Lukko (2012-2013)
- Tappara (2013)
  -  LeKi (2013)
  -  KalPa (2014-2015)
- Tappara (2015-2016)
- KalPa (2016-2017)
- Lukko (2017-2019)
- Luleå HF (2019-2021)
- HV71 (2021)
- Lukko (2021-)

Wychowanek klubu Tampereen Ilves w rodzinnym mieście. Później rozwijał karierę w innym klubie ze swojego miasta, Tappara Tampere. Był wypożyczany do LeKi w styczniu 2012. W kwietniu 2012 przetransferowany do Lukko. W maju 2013 powrócił do Tappara. We wrześniu 2013 ponownie wypożyczony do LeKi, w listopadzie 2013 i w lutym 2014 do KalPa. W maju 2015 przedłużył kontrakt z Tappara o rok, a w maju 2016 o dwa lata. W grudniu 2016 przetransferowany do KalPa. W maju 2017 przeszedł do Lukko, gdzie w kwietniu 2018 przedłużył kontrakt o rok. Stamtąd w kwietniu 2019 został zaangażowany przez szwedzki klub Luleå HF. Od początku lutego 2021 był zawodnikiem innej szwedzkiej drużyny, HV71. W maju 2021 został zakontraktowany ponownie przez Lukko.
Uczestniczył w turnieju mistrzostw świata edycji 2019.

## Sukcesy
Reprezentacyjne
- Złoty medal mistrzostw świata: 2019

Klubowe
- Złoty medal mistrzostw Finlandii: 2016 z Tappara
- Srebrny medal mistrzostw Finlandii: 2017 z KalPa

Indywidualne
- U20 SM-liiga (2011/2012): pierwszy skład gwiazd
- Mistrzostwa Świata w Hokeju na Lodzie 2019 (elita): trzecie miejsce w klasyfikacji skuteczności wygrywanych wznowień: 68,85%[15]